# Дафни (дем Горуша)
Вижте пояснителната страница за други значения на Дафни.
Дафни или Драмища (на гръцки: Δάφνη, Дафни; от 1927 до 1930 година: Μακρυπλαγιά, Макриплагия; до 1927 година: Δράμιστα, Драмиста) е село в Егейска Македония, Гърция, дем Горуша (Войо), област Западна Македония.

## География
Селото е разположено на 1040 m надморска височина, в източното подножие на планината Горуша (Войо), на 30-ина километра западно от град Неаполи (Ляпчища) и около 25 километра северозадно от Цотили.

## История

### В Османската империя
Край селото има останки от две стари селища – Сниверго или Снивиро (Σινίβεργον, Σνίβιρο) и Дзирани (Τζιρανή), разположено на 3 km североизточно, от което е запазена църквата „Света Параскева“.
В края на XIX век Драмища е гръцко село в Населишка каза на Османската империя. Според Васил Кънчов в 1900 година в Драмища живеят 270 гърци християни.
На Етнографската карта на Битолския вилает на Картографския институт в София от 1901 година Драмища е чисто гръцко село в казата Населица на Серфидженския санджак с 54 къщи.
Според статистика на Серфидженския санджак на гръцкото консулство в Еласона от 1904 година в Драмища (Δράμιστα), Населишка каза, живеят 170 гърци елинофони християни.
В началото на XX век селото е под върховенството на Цариградската патриаршия. По данни на Димитър Мишев в селото има 270 гърци патриаршисти.

### В Гърция
През Балканската война в 1912 година в селото влизат гръцки части и след Междусъюзническата в 1913 година Драмища остава в Гърция. През 1927 година то е преименувано на Макриплагия, а след още три години – на Дафни.
В 1913 година е построен параклисът „Свети Атанасий“.
Населението традиционно произвежда жито, картофи и други земеделски продукти, като се занимава и със скотовъдство.
| Година    | 1913 | 1920 | 1928 | 1940 | 1951 | 1961 | 1971 | 1981 | 1991 | 2001 | 2011 | 2021 |
| --------- | ---- | ---- | ---- | ---- | ---- | ---- | ---- | ---- | ---- | ---- | ---- | ---- |
| Население | 257  | 178  | 229  | 205  | 164  | 137  | 94   | 72   | 63   | 60   | 31   | 34   |

## Личности
Родени в Дафни
- Стефан Нукас (1836 – 1931), гръцки просветен деец